# Maria Wardas (Sprawiedliwa wśród Narodów Świata)
Maria Wardas – polska Sprawiedliwa wśród Narodów Świata.

## Życiorys
Podczas okupacji niemieckiej ukryła w swoim mieszkaniu przy ulicy Hożej w Warszawie Helenę i Alicję Wiśniewską. Zorganizowała schronienie dla Heleny Wolman w prywatnej szkole z internatem przy ulicy Moniuszki 8 w Warszawie. Po wybuchu powstania warszawskiego Wardas przyjęła Wolman do swojego mieszkania. Ukrywały się tam także Alicja Wolman i Irena Kerth (Badowska). Wardas ukrywała trójkę do wyzwolenia terenu przez Armię Czerwoną 17 stycznia 1945 r.
6 grudnia 1984 r. Maria Wardas została uznana przez Jad Waszem za Sprawiedliwą wśród Narodów Świata.